# La sorte
La sorte è una raccolta di racconti di Federico De Roberto, pubblicata per la prima volta nel 1887.

## Racconti
- La disdetta
- Ragazzinaccio
- San Placido
- Il matrimonio di Figaro
- Il «Reuzzo»
- Nel cortile
- La malanova
- Rivolta[1]

## Edizioni
- La sorte: novelle, Catania: Giannotta, 1887
- La sorte; II edizione: Milano : Libr. Ed. Galli di C. Chiesa e F. Guindani, 1891[2]
- La sorte: novelle; III edizione: Milano, Treves, 1910
- La sorte: novelle; Milano, Treves, 1919
- La sorte; introduzione di Dominique Fernandez, Palermo: Sellerio, 1977
- La sorte; con una nota di Dominique Fernandez, Palermo: Sellerio, 1997, ISBN 88-389-1395-1

## Critica
La sorte è, cronologicamente, la prima raccolta di racconti di Federico De Roberto. In questi racconti è abbastanza evidente l'imitazione dei racconti di Giovanni Verga, in particolare di Vagabondaggio e delle Novelle rusticane. In alcuni racconti, tuttavia, si ritrovano alcuni temi presenti nelle opere posteriori; invece dei "poveri diavoli" di Verga e delle macchiette paesane di Luigi Capuana, De Roberto si interessa con occhio impietoso a due classi sociali tipicamente siciliane: la nobiltà decaduta e la piccola borghesia con desiderio di innalzamento.